# Добре (Любуське воєводство)
Добре (пол. Dobre, нім. Dobern) — село в Польщі, у гміні Ґубін Кросненського повіту Любуського воєводства.
Населення — 35 осіб (2011).
У 1975—1998 роках село належало до Зеленогурського воєводства.

## Демографія
Демографічна структура станом на 31 березня 2011 року:
|          | Загалом | Допрацездатний вік | Працездатний вік | Постпрацездатний вік |
| -------- | ------- | ------------------ | ---------------- | -------------------- |
| Чоловіки | 22      | 8                  | 12               | 2                    |
| Жінки    | 13      | 1                  | 9                | 3                    |
| Разом    | 35      | 9                  | 21               | 5                    |